# Système judiciaire de la Corée du Nord
Le système judiciaire de la Corée du Nord est basé sur le modèle soviétique. Il comprend la Cour suprême de la république populaire démocratique de Corée, des tribunaux provinciaux et des tribunaux de spécialité, des tribunaux populaires locaux et des tribunaux spéciaux.
La Cour centrale est la plus haute juridiction, ses juges étant nommés par l'Assemblée populaire suprême (APS). Selon la Constitution de la Corée du Nord, la Cour centrale est responsable devant l'Assemblée populaire suprême et le Code pénal soumet les juges à la responsabilité pénale pour avoir prononcé des « sentences injustes ».
Le système judiciaire établit une différence entre les crimes et délits relevant du droit commun et les « crimes contre l’État » étant produit par des individus « antirévolutionnaires »,.
L’arbitraire et le système répressif est la norme du système judiciaire nord-coréen,.
La corruption des directeurs d’établissement pénitentiaire était monnaie courante, fréquemment utilisé par les familles de détenus, pour obtenir une sortie de prison ou de meilleurs conditions au détenu.
Les « camps de travail » (kwanliso (ko)) sont en dehors du système judiciaire nord-coréen.

## Emprisonnement
En droit commun, un coupable peut aller dans un « centre de correction » (kyohwaso(ko)), il en existe deux types : le « centre de rééducation par le travail » (rodong danryondae (ko)) consacré aux personnes purgeant une peine jusqu’à 15 ans et le « centre de rééducation par le travail no 69 » (le numéro 69 correspond au numéro du décret instituant ce type d’établissement) pour les peines inférieures à 1 an,. Les centres de corrections sont du ressort du Ministère de la Sécurité du peuple,.
Il existe des « centres de rassemblement » (jipkyulso) situés près de la frontière avec la Chine, utilisé notamment pour les interrogations de migrants ramenés en Corée du Nord. 
Les conditions de vie dans les centres/camps sont difficiles, les prisonniers sont victimes de multiples facteurs (sévices et tortures, sous-alimentation, épuisement physique par le travail). 
Selon les ONG de défense des Droits de l’Homme, au début des années 2000 il y aurait eu de 150 000 à 200 000 détenus. Puis, depuis 2010, il y aurait eu une baisse passant à 130 000 ou 80 000 détenus.

## Constitution
La constitution nord-coréenne a intégré entre 1987 et 2004, le principe d’habeas corpus, cette modification est considérée comme un timide progrès.

## Code pénal
Le code pénal fait une différence à partir de 1999 entre les demandeurs d’asile (« traîtres à la patrie ») et les migrants économiques.
Le code pénal fait état du « délit par association » qui fait que si un individu est emprisonné sa famille peut aussi l’être.
En 2004, la Corée du Nord fait une révision de son code pénal dans un contexte de remise en avant du socialisme qui avait été en retrait face à la réalité d’une RPDC appauvrie. La révision du code pénal en 2004 couvre de manière plus importante les délits relatifs à l’économie (le chapitre « Infractions à la gestion de l’économie socialisme » renommé « Infractions à la gestion de l’économie » compta avant cette réforme 8 infractions en disposait 72 après.
Ces modifications avaient pour objectif de réduire et mieux contrôler l’initiative individuelle ainsi qu’à rendre criminelle les agissements « antisocialistes ».
Elle recense donc de nouvelles infractions : le délit économique, le pillage de site historique, la prostitution, la corruption.